# Lex Alamannorum
Lex Alamannorum var en lag för alemannerna i Schweiz, under 700-talet lydrike under Frankerriket. Enda bevarade manuskriptet är från 900- eller 1000-talet.